# Pont de Tattarisuo
Le pont de Tattarisuo (en finnois : Tattarisuon silta) est un pont du quartier de Mellunkylä à Helsinki en Finlande.

## Description
Le pont en dalle de béton enjambe la Lahdenväylä à proximité de la zone industrielle de Tattariharju dans la section de Kivikko.
Le pont traverse la couche de tourbe sous la route nationale 4 et est presque complètement invisible, c'est-à-dire une sorte de pont caché.
Le pont de Tattarisuo est le deuxième plus grand pont de Finlande en termes de superficie, le plus grand étant le pont de Tähtiniemi.
La superficie totale du pont est de 20 330 m2, la longueur est de 470 mètres et la largeur varie de 36 mètres à 50,5 mètres.
Le pont en tuiles a 84 ouvertures et sa plus longue portée est de 5,8 mètres.
La construction du pont s'est achevée en 1970.

## Vues du pont

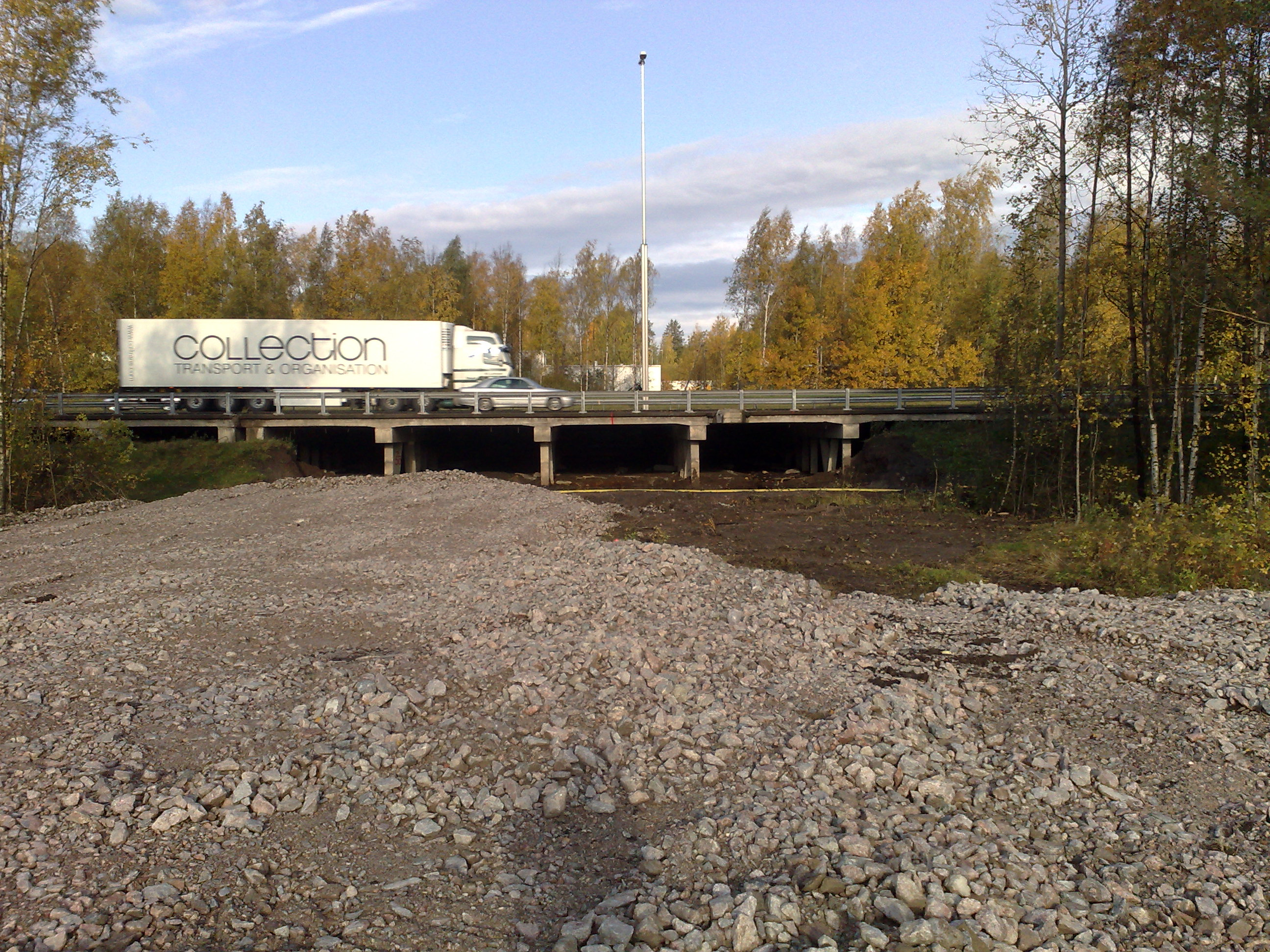
Kivikonlaita.
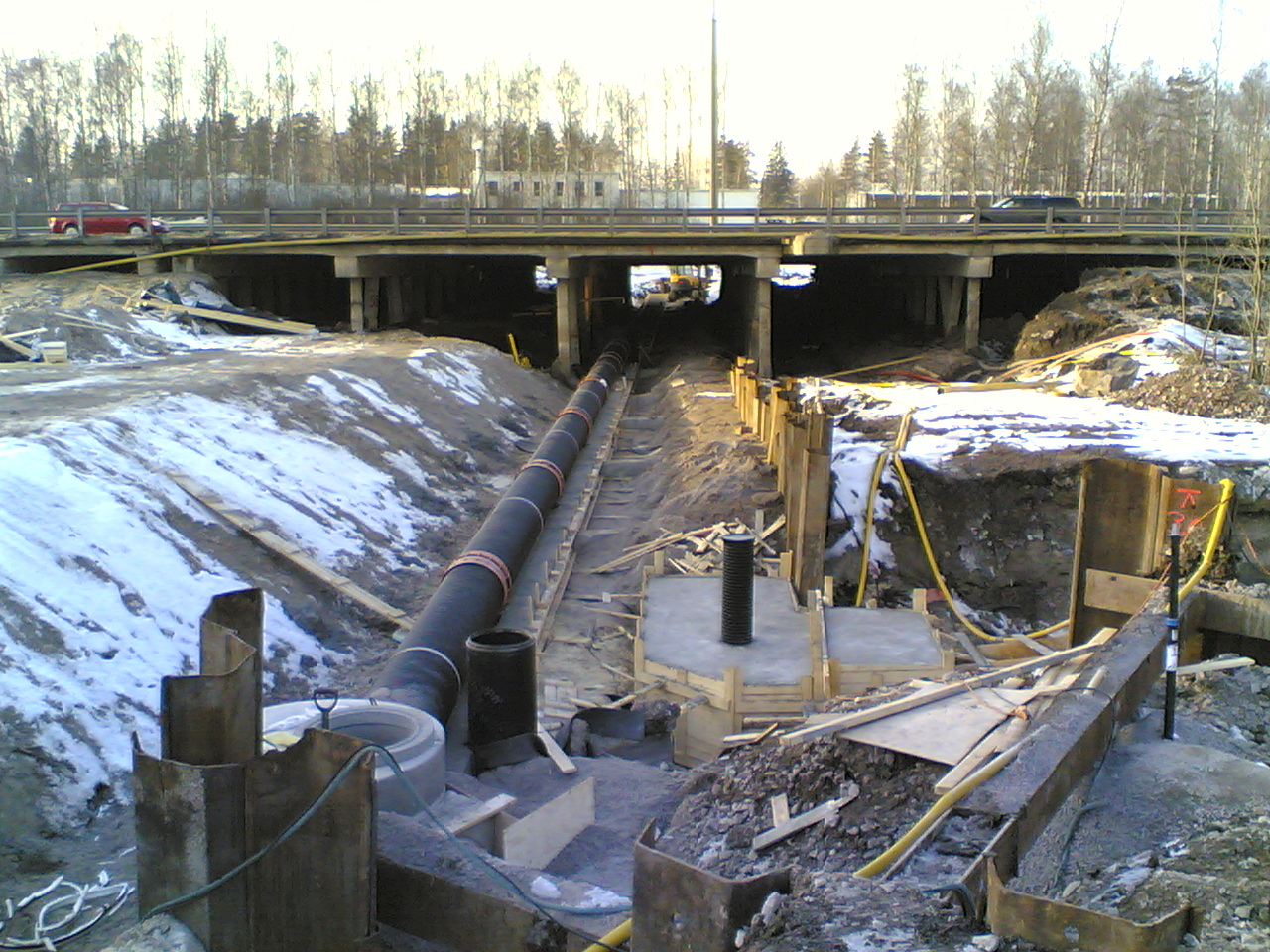
Pose d'une conduite de chauffage urbain sous le pont et la valtatie 4 en 2009.